# Desmopterella cercata
Desmopterella cercata är en insektsart som beskrevs av Willy Adolf Theodor Ramme 1941. Desmopterella cercata ingår i släktet Desmopterella och familjen Pyrgomorphidae. Inga underarter finns listade i Catalogue of Life.